# Confédération Africaine de Football
Confédération Africaine de Football (eller CAF, på engelsk: Confederation of African Football) er det afrikanske fodboldforbund. CAF blev oprettet 8. februar 1957 i Khartoum, Sudan. Grundlæggerne var fodboldforbundene fra Egypten, Etiopien, Sydafrika og Sudan.

## Historie
Ved FIFA's kongres i 1954 i Bern blev man enige om at anerkende CAF som et selvstændigt forbund. Her valgte man Abdel Aziz Abdallah Salem som Afrikas første medlem af FIFAs eksekutivkomité. I 1956 ved FIFA's kongres i Lissabon mødtes repræsentanter fra de daværende afrikanske medlemmer af FIFA, Egypten, Ethiopien, Sydafrika og Sudan, og diskuterede oprettelsen af dette forbund. CAF blev officielt oprettet på et efterfølgende møde på Grand Hotel i Khartoum, Sudan, den 8. februar 1957. Her blev Abdel Aziz Abdallah Salem ligeledes valgt til forbundets første præsident.

## Nuværende turneringer
CAF arrangerer følgende turneringer:

### Landshold
- African Cup of Nations
- African Nations Championship
- U-23 African Cup of Nations
- U-20 African Cup of Nations
- U-17 African Cup of Nations
- Women's African Cup of Nations

### Klubhold
- CAF Champions League
- CAF Confederations Cup
- CAF Women's Champions League